# Ossimo
Ossimo là một đô thị trong tỉnh tỉnh Brescia thuộc vùng Lombardia, Ý. Đô thị này có diện tích 14 km², dân số 1433 người. Các đô thị giáp ranh gồm: 
Borno, Cividate Camuno, Lozio, Malegno, Piancogno, Schilpario